# ディアナ・ガンスキー
ディアナ・ガンスキー（Diana Gansky-Sachse、1963年12月14日 - ）は、東ドイツの陸上競技選手。1988年ソウルオリンピックの銀メダリストである。

## 経歴
ガンスキーは円盤投の選手として活躍。1981年には17歳でヨーロッパジュニア選手権を制覇。しかし、層の厚い東ドイツの代表に選ばれるにはもう数年待たねばならなかった。当時の東ドイツには、円盤投の世界記録保持者であるガブリエレ・ラインシュや、ソウルオリンピックの金メダリストであるマルティナ・ヘルマンといった強豪選手がひしめいていた。しかし、ガンスキーは国際大会で70mを超える投てきを24回記録しており、これは70mスローの歴代最多記録である。
ガンスキーはスポーツ科学を専攻。ドイツ再統一後は理学療法士として活躍した。2002年にはヨーロッパのシニアの大会で優勝を果たしている。

## 自己ベスト
- 円盤投　74m08 (1987年6月20日、世界歴代4位)

## 主な実績
| 年   | 大会                                 | 場所                         | 種目   | 結果 | 記録  |
| ---- | ------------------------------------ | ---------------------------- | ------ | ---- | ----- |
| 1981 | ヨーロッパジュニア陸上競技選手権大会 | ユトレヒト(オランダ)         | 円盤投 | 1位  | 57m30 |
| 1986 | ヨーロッパ陸上競技選手権大会         | シュトゥットガルト(西ドイツ) | 円盤投 | 1位  | 71m36 |
| 1987 | 世界陸上競技選手権大会               | ローマ(イタリア)             | 円盤投 | 2位  | 70m12 |
| 1988 | オリンピック                         | ソウル(韓国)                 | 円盤投 | 2位  | 71m88 |